# Hässelby-Vällingby
Hässelby-Vällingby és un dels 14 districtes en què es divideix Estocolm, la capital de Suècia. Situat a l'oest de la ciutat, aquest districte està format pels barris de Hässelby i Vällingby i hi viuen 71.402 habitants (2014). Hässelby-Vällingby delimita per l'est amb el districte de Bromma i pel nord-est amb Spånga-Tensta.